# 藤沢玲花
藤沢 玲花（ふじさわ れいか、1994年1月20日 - ）は、日本の女優、アイドル。神奈川県出身。株式会社PuR所属。
旧芸名は藤井 玲奈（ふじい れいな）。妹に女優の藤井ゆりあがいる。

## 略歴
かつてはベリーベリープロダクションに所属していた。
2010年に所属事務所を移籍後、藤沢 玲花に改名した。
2017年6月1日、一般男性との結婚と妊娠を発表。その後2人の男児を出産した。

## 出演

### テレビドラマ
- 恋の時間 第3話（2005年、TBS） - 早川香里（少女時代） 役
- 仮面ライダーシリーズ（テレビ朝日）
  - 仮面ライダーカブト 第5話 - 第32話（2006年2月26日 - 9月10日） - 日下部ひより（少女時代） 役
  - 仮面ライダーW 第7話・第8話（2009年10月18日・25日） - 星野千鶴 役
- 誰よりもママを愛す（2006年、TBS） - 山口香奈 役
- ボディコンコップ（2007年12月2日、BS11） - 東瑠奈 役
- 三代目のヨメ!（2008年、TBS） - 内藤千夏 役
- 月曜ゴールデン「狩矢警部シリーズ4・京都阿修羅王殺人事件」（2008年、TBS） - 由美子 役
- DRAMATIC-J「バースデイ～誕生日におこった4つの物語」第1話（2008年、関西テレビ） - 森本美佳 役
- 奇街（2008年、TOKYO MX） - 主演・ヘキル 役
- 獣電戦隊キョウリュウジャー ブレイブ13・25（2013年5月12日・8月11日、テレビ朝日） - 勝山りん 役

### 映画
- 仮面ライダーシリーズ（東映）
  - 劇場版 仮面ライダーカブト GOD SPEED LOVE（2006年8月5日） - 日下部ひより（少女時代） 役
  - 仮面ライダーW FOREVER AtoZ/運命のガイアメモリ（2010年8月7日） - 星野千鶴 役（友情出演）
- 山桜（2008年） - たか 役
- ヒトリマケ（2008年） - 15才のあけみ 役
- Re:Play-Girls リプレイガールズ（2010年、ADWAYS PICTURES） - チヒロ 役
- 町を歩けば（2010年、伊藤有紀監督） - 主演・吉田鈴子 役
- 戦士は櫻の木の下で（2011年、藍河兼一監督） - 主演・女性兵士 役
- 無言歌（2011年、ふるいちやすし監督） - 主演・山下香奈里 役
- nuance（2011年、丸山もえる監督） - 主演
- ワタシのすみか（2011年、小澤雅人監督） - 主演・レイカ 役

### オリジナルビデオ
- KIDSソルジャーCrash!（2006年、ZENピクチャーズ） - 主演・花木かおる 役
- KIDSソルジャーBurst!（2006年、ZENピクチャーズ） - 主演・花木かおる 役
- 秘密宇宙警察アースプロテクターMIYABI（2006年、ZENピクチャーズ） - 準主演・青山霞 役
- 秘密宇宙警察アースプロテクターKASUMI（2006年、ZENピクチャーズ） - 主演・青山霞 役
- キューティーハンターズ・リリィ（2006年、ZENピクチャーズ） - 主演・キューティーハンター・リリィ 役
- キューティーハンターズ・ユリコ（2006年、ZENピクチャーズ） - 主演・キューティーハンター・リリィ 役
- 奇街（2008年4月、ZENピクチャーズ） - 主演・ヘキル 役
- NHKみんなのうた「CRYSTAL CHILDREN」（2008年） - クリスタルウィンズメンバー
- 哀愁のヒットマン（2008年、GPミュージアム） - 準主演・少女 役
- BLACK MAFIA 絆（2008 - 2009年、GPミュージアム） - 龍田みどり 役
- 町を歩けば（2010年、ジェイライブ） - 主演・吉田鈴子 役
- 帰ってきた獣電戦隊キョウリュウジャー 100 YEARS AFTER（2014年6月20日、東映） - 勝山りん 役[3]

### 舞台
- アニー（2004年） - ストリートチャイルド 役
- アイ・ラブ・ベースボール（2004年）
- ワイワイキッズ（2004年）
- ココ・スマイル4（2005年） - 成瀬美喜（ミキ） 役
- アニー・クリスマスコンサート（2005年）
- 清水の次郎長外伝 〜恋女房お蝶の奮闘記（2006年）
- ココ・スマイル5（2007年） - 清水春紀（はるき） 役
- One Night Magician（2010年） - 主演・夜玉サミカ 役[4]
- ヒロセプロジェクト「優しい魔法のとなえ方2011」（2011年11月3日 - 6日、ラゾーナ川崎プラザソル） - 五十嵐あんず 役（Aチーム）

### テレビ番組
- ザ・シスターズ（2007年 - 2009年、エンタ!371）
- カード学園（2009年 - 2010年、TBS）
- グラビアの美少女（MONDO21）
- サプライズ「がんばれ!ブカツの天使」（2009年4月7日 - 9月29日、日本テレビ） - 火曜レギュラー

### ウェブ番組
- VIDEO SALON Web イベント・製品レポート ソニーNEX-VG10テスト作例（2010年、玄光社）
- AKIHABATA TV 007（2010年、USTREAM）

### CM
- ミニストップ XO醤海鮮ふかひれ饅（2005年）
- 任天堂 Wii（2006年）
- 政府広報 24時間いじめ相談ダイヤル（2007年）
- 中村屋 企業CM（2007年）
- 朝日新聞社 しゃかぽん創刊号CM（2007年）
- 東京ディズニーシー ボンファイヤー「ボンダンサー」篇（2008年）

## 作品

### アルバム
- ひだまりの詩（2010年）
  1. この空の下で
  2. もう一度My Dream
  3. 私だけの指定席
  4. myself
  5. 約束
  6. ひとりじゃない
  7. 明日になれば
  8. この空の下で(Inst)
  9. ひとりじゃない(Inst)

### DVD
- 藤井玲奈 11歳（2005年6月17日、クララ）
- Fine Angels In 玲奈（2005年10月20日、トライアングルフォース）
- むすんでひらいて（2006年4月28日、海王社）
- Lucky（2006年8月27日、オークラ出版）
- Skip 藤井玲奈 12才（2006年11月24日、彩文館）
- 玲奈と運動会！（2007年2月22日、エアーコントロール）
- 藤井さ〜ん、ハイッ！（2007年6月29日、海王社）
- Ponytail 藤井玲奈（2008年7月25日、竹書房）
- Fifteen Generation（2009年7月24日、FORM FILMS）

### 写真集
- 色えんぴつ（2006年7月27日、オークラ出版）
- れ〜なにな〜れ（2006年11月24日、彩文館）[5]
- Ponytail 藤井玲奈（2008年7月25日、竹書房）